# Schlierbach (Haute-Autriche)
Pour les articles homonymes, voir Schlierbach.
Schlierbach est une commune située dans le district de Kirchdorf an der Krems, en l'état fédéré du Haute-Autriche, Autriche.

## Géographie
Le village de Schlierbach se trouve à 478 m, à 40 km au sud-ouest de Linz au val du ruisseau Krems, dans la région des Préalpes. Il compte 2 743 habitants en 2008.

## Monuments

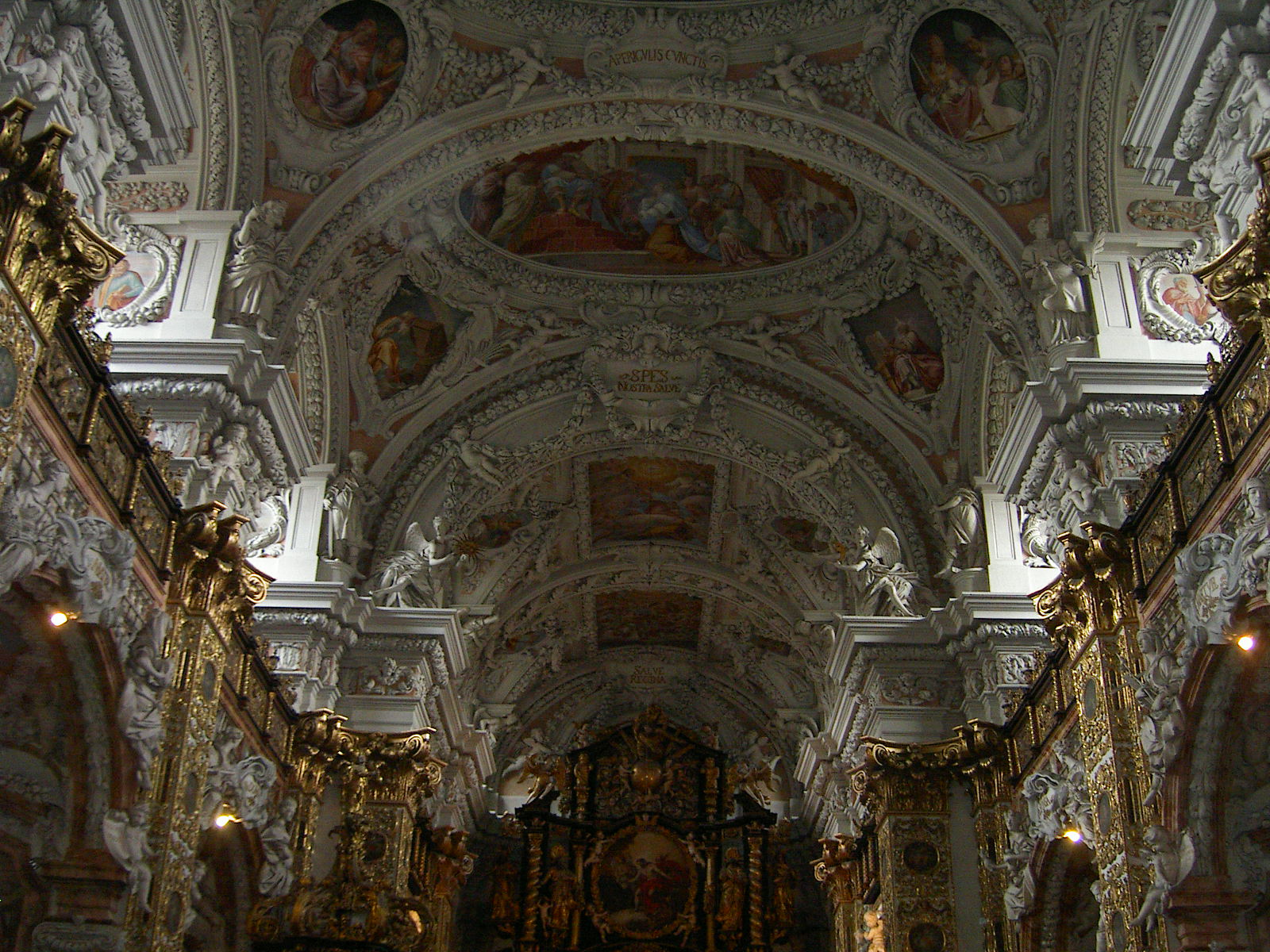
L'intérieur de la cathédrale baroque.

- Le monastère cistercien de Schlierbach

Le monastère cistercien de Schlierbach (allemand : das 'Stift Schlierbach') été fondé en 1355 et a été rénové de 1672 à 1712 par une famille d'artistes italiens, les Carlones. 
C'est un chef-d'œuvre du baroque autrichien au tournant des années 1700. 

Vous pouvez y visiter :
- la cathédrale : baroque, 1680-1682, avec beaucoup de stucs et de fresques magnifiques
- la bibliothèque : baroque 1712
- la salle de Bernardi : une salle baroque

- l'atelier des vitraux : (Glasmalwerkstätte Schlierbach) de renommée internationale, existe depuis 1884
- la galerie d'art contemporain : (Margret Bilger Galerie)
- la fromagerie : (Käserei Schlierbach), la fromagerie existe depuis 1924, avec une perception de la fromagerie
- le centre culturel 'Genusszentrum' : on peut y visiter un café et acheter des fromages de Schlierbach ('Schlierbacher Käse') et d'autres produits de la région ; le centre est ouvert en 2004.

Il y a des visites guidées dans le monastère, dans les ateliers de peinture sur verre et dans la fromagerie.

## Jumelage
- Orgelet (France), arrondissement Lons-le-Saunier, depuis 1966